# Маргарита Савойска (1851 – 1926)
Вижте пояснителната страница за други личности с името Маргарита Савойска.
Маргарита Савойска (на италиански: Margherita di Savoia), пълно име Маргарита Мария Тереза Йоанна Савойска-Генуезка (Margherita Maria Teresa Giovanna di Savoia-Genova; * 20 ноември 1851, Торино, Сардинско кралство; † 4 януари 1926, Бордигера, Кралство Италия), е първата кралица на Италия като съпруга на крал Умберто I.
Тя е член на италианското кралско семейство в годините, в които е до Умберто като коронована принцеса, а от 1878 г. като кралица на Италия. Маргарита упражнява значително влияние върху избора на съпруга си, както и голям чар сред народа, използвайки разумно своите публични изяви, замислени да привличат хората с изискано облекло и неизменна приветливост. Според италианския историк Угоберто Алфазио Грималди тя е политическата фигура на обединена Италия, която събужда след Джузепе Гарибалди и Бенито Мусолини „най-големия ентусиазъм сред висшите и сред нисшите класи“.
Католичка, силно привързана към Савойския дом и дълбоко реакционна, тя е твърда националистка и подкрепя империалистическата политика на Франческо Криспи. Подстрекаването към потушаването на народните бунтове, както се случва при броженията в Милано през 1898 г., колкото и противоречиво да е, не компрометира имиджа ѝ, може би защото тя е първата италианка, която сяда на трона на новосъздадената държава. В двора Маргарита ръководи седмичен културен кръг, който ѝ печели възхищението на поетите и интелектуалците и я поставя може би, поне в това отношение, по-наляво от много други аристократки. Освен това нейните балове, подобно на тези, в които тя участва, често прикриват дипломатически план и в намеренията си се стремят да осигурят посредничество с „черната“ аристокрация, останала вярна на Папската държава и на папата след превземането на Рим.
Има множество народни и поетични изрази на почит към Маргарита: от Пица „Маргарита“ до известната ода на Джозуе Кардучи „За кралицата на Италия“ (Alla regina d'Italia), написана веднага след посещението на суверените в Болоня през ноември 1878 г., и в годините след убийството на съпруга ѝ.
Тя е запалена алпинистка (строи планинската си резиденция Кастел Савоя) и любителка на колите. Баба е по бащина линия на българската царица Йоанна.

## Произход
Тя е дъщеря на Фердинанд Мария Савойски-Каринян или Савойски-Генуезки (* 1822; † 1855), 1-ви херцог на Генуа (1831 – 1855), военен и родоначалник на кадетския клон Савоя-Генуа, и на съпругата му Елизабет Саксонска (* 1830; † 1912), принцеса на Саксония. Нейни дядо и баба по бащина линия са Карл Алберт Савойски-Каринян, крал на Сардиния, и ерцхерцогиня Мария Терезия Австрийска-Тосканска, а по майчина – крал Йохан Саксонски и Амалия-Августа Баварска. Има един брат:
- Томас Алберт Виктор (* 1854, † 1931), 2-ри херцог на Генуа, адмирал, съпруг на принцеса Изабела Баварска

## Биография

### Детство и юношество
Маргарита е родена в Палацо Киаблезе в Торино. Кръстена е същия ден в параклиса в присъствието на министър-председателя Масимо д'Адзельо, Алфонсо Ла Мармора и граф Камило Бенсо ди Кавур, тогавашен министър на флота и на селското стопанство и търговията.

Губи баща си на 4-годишна възраст. С майка си и по-малкия си брат Томас, херцог на Генуа, прекарва детството и юношеството си в Палацо Киаблезе. Сестра ѝ Елизабет е затворена от Виктор Емануил II първо в Замъка в Говоне, а след това във вилата в Стреза, като наказание за това, че се е омъжила тайно за буржоата Никола Рапало (1856 г.). Ходатайството на Йохан Саксонски и Александра Фьодоровна, царицата-майка, води до реабилитацията на Елизабет и приемането на брака, а младоженецът е направен маркиз на Рапало.
Отношенията на Маргарита с майка ѝ са доста трудни, тъй като момиченцето не може да понесе близостта ѝ с новия ѝ съпруг. Първоначалното образование на малкото момиче е поверено на графиня Клелия Монтичели ди Казалросо – сурова и фанатична жена, скоро заменена от гувернантка, която заема видно място в детството и юношеството на бъдещата кралица на Италия: младата австрийка Роза Арбесер. Роза, мила, изискана, с добра култура и забележителна интелигентност, дава на Маргарита необходимото спокойствие, установявайки много тясна връзка с нея. Когато в зряла възраст баронеса Олимпия Савио пита „как стана така, че, оставайки винаги в тясната... атмосфера на двора, ... сте израснала с толкова различни вкусове, инстинкти, навици?“, Маргарита приписва голяма част от заслугите на своята любима гувернантка.
Положени са големи грижи, за да се даде цялостно образование на малката принцеса: след първите понятия за общи знания, предадени от дон Чиприано Мотура, либерален свещеник, професор Андреа Тинтори ѝ преподава италианска история и литература, а Ернесто Аласон – рисуване, докато кавалер Карло Урия и маестро Стефано Темпия се грижат за уроците по пиано. Въпреки че това е амбициозен план и обхваща много дисциплини, липсват основи. Писмата до Марко Мингети разкриват как момичето е чело Данте (тя е особено очарована от „Божествена комедия“, до степен че оживява салоните си с Lectura Dantis, също благодарение на приятелството си с дантолога от Алатри Луиджи Пиетробоно), преди да учи граматика, и как ѝ е предложена гимназиална програма, без да ѝ е осигурена достатъчна подготовка. Това обяснява защо Маргарита придобива познания в много области, но винаги повърхностни, и също така обяснява многобройните правописни и синтактични грешки, които изпъкват в нейната кореспонденция.
В същото време Маргарита получава задълбочено католическо образование: нейната религиозност никога няма да отслабне, дори когато, след като става кралица, Савойският дом се сблъсква с Ватикана и папата. На 10 юни 1863 г. тя взима първото си причастие в параклиса на Палацо Киаблезе, а през 1866 г. и конфирмацията си в Замъка в Алие. В детството ѝ не липсват игрите и забавленията. Заедно с малкия си брат Томас тя присъства на конни надбягвания в присъствието на краля и на Графа на Кавур и се помни известен епизод, в който графът тайно насърчава двамата да бъдат недисциплинирани. Особено щастливи са дългите престои в Замъка в Алие и в Палацо Болонгаро в Стреза, където още дете тя се посвещава на игри с Наталия и Елена – дъщерите на генерал Енрико Мороцо Дела Рока и на поетесата Ирен Веразис ди Кастильоне. Като подрастваща развива искрена любов към поезията и изкуството и на 15-годишна възраст пише стихотворение на средновековна тематика, озаглавено Le Gantelet, като го илюстрира собственоръчно.
След това тя взима седмични уроци по танци, в които, наред с други, участва херцогът на Аоста Амадей I, брат на бъдещия ѝ съпруг. Много се обсъжда за юношеската любов, съзряла в тези случаи между двамата, и учените подкрепят хипотезата, дори при липса на конкретни доказателства. Още на 27 септември 1862 г., на сватбеното тържество на Мария Пия Савойска с португалския крал Луиш I, изглежда, че Маргарита има очи само за своя братовчед и при същите обстоятелства тя съзира Умберто за първи път, „на когото дори не каза нито дума“, с взаимното убеждение, че тази среща няма да има продължение.
Маргарита със сигурност харесва „любимата компания“ на херцога и вероятно, както твърди Бианкоти, я обзема недоволство, когато научава за сватбата на братовчед ѝ с принцеса Мария Витория дал Поцо дела Чистерна. Със сигурност ги обединява един донякъде сходен характер, склонен към „любов към разкоша“ и към „почти фанатичната религиозност“, точно както Амадей I се радва на харесване от страна на жените.
Руса и с красива осанка, младата Маргарита развива религиозен и консервативен характер, демонстрирайки отлични комуникационни качества, което ѝ печели значителна популярност, особено сред повечето италианци, въпреки нейните реакционни тенденции (например тя енергично одобрява репресиите срещу въстанията в Милано през 1898 г. и по-късно ентусиазирано подкрепя завземането на властта от фашистите). Това е подкрепено от участието ѝ в множество благотворителни и филантропични дейности, съпътствани от дейности за популяризиране на изкуствата, и незначителни, и от многобройните ѝ посещения и значителни завещания на болници, сиропиталища и различни институти.

### Брак
През 1864 г. Филипо Гуалтерио е първият, който предлага на краля брак между сина му Умберто и неговата племенница. Маргарита обаче е само на 13 години и проектът изпада в забрава за няколко години. След 1866 г. и след мимолетния съюз на савойците с Прусия, Виктор Емануил II предпочита да обвърже най-големия си син с Хабсбургите, за да заздрави връзките между двата дома. Следователно е решено принцеса Матилда Австрийска-Тешенска, дъщеря на ерцхерцог Албрехт, да се омъжи за Умберто, но на 6 юни 1867 г. трагичната смърт на 18-годишната девойка вследствие на подпалената ѝ две седмици по-рано рокля слага край на брачните планове.
Генерал Луиджи Федерико Менабреа, министър-председател, предлага брак между кръвни роднини на краля и въпреки първоначалната резервираност на суверена, годежът скоро става официален: Умберто се среща с принцесата, за да поиска ритуала на 28 януари 1868 г. Обвързана с родината си, Маргарита е щастлива да се омъжи за италианец, след като отказва да се омъжи за принц Карол от Румъния.
Бракът е отпразнуван в Торино през април 1868 г.: на 21 април в балната зала на Кралския дворец е подписан брачният акт, а на следващия ден наследниците се венчават в катедралата „Сан Джовани“ на церемония, председателствана от архиепископ Алесандро Рикарди ди Нетро, подпомаган от Луиджи Назари ди Калабиана и Андреа Казазола, архиепископи на Милано и на Удине, и от Джовани Конти и Джовани Батиста Черути, епископи на Мантуа и на Савона и Ноли. Савойският дом иска делегациите от работници и обикновени хора да присъстват заедно с благородниците и видните личности от националната политика. След пищния бал, на който вечерта присъстват аристократи от цяла Европа, на 23 април младоженците отиват на празненството, организирано в тяхна чест във Философското дружество в Торино. Те слушат стихове, рецитирани в тяхна чест, и присъстват на La festa della colomba – комедия-оперета с текст на Виторио Берсецио и музика на Гуалфардо Берканович. Маргарита получава есето на Алесандро Манцони „За единството на италианския език и средствата за разпространението му“, с автограф от миланския писател.
Празненствата продължават: на бала, организиран от Филхармоничната академия, се разиграва известният епизод, в който главни герои са булката и принц Фридрих Пруски (бъдещият Фридрих III), който отрязва парче от роклята на Маргарита, разкъсана от танцьор по време на кадрила. Благородникът го закрепва на гърдите си в памет на щастливия ден, освобождавайки присъстващите от смущението, създадено от инцидента. На Пиаца „Карл Емануил“ има турнир в памет на завръщането на Емануил Филиберт в града през 1559 г. Благородниците успяват да покажат своите конни умения, демонстрирайки сръчност и прецизност. Всеки път, когато завъртат специално изграден механизъм с копието си, стотици птици се издигат насред ликуващата тълпа.
Меденият месец отговаря на конкретни политически нужди. Маршрутът планира да се спусне по целия полуостров, за да представи бъдещите суверени на новородената Италия с намерението да създаде единство на чувствата след постигането на тази политика (въпреки че липсва последното завоевание – това на Рим). След това младоженците се отправят към столицата Флоренция. На 27 април напускат Торино, достигайки първия важен етап от пътуването три дни по-късно, след като са минали през Алесандрия, Пиаченца, Парма, Модена и Болоня.
На сутринта на 30 април те влизат в столицата, посрещнати от ентусиазма на тълпата, получавайки като подарък от кмета Лоренцо Джинори Лиски „лилия, обсипана с рубини с маргаритка с диамантени листа“, почит към принцесата също чрез избора на цветето, призвано да украси символа на града. Вечерта в Палацо Пити има пищно празненство, а Маргарита не пести усмивки и, както вече през деня, и крещящи прояви на радост или обич към по-малкия ѝ брат. Впоследствие пътуването продължава до Генуа и Венеция и след лятото в Монца в Кралския дворец, собственост на кралското семейство, се удължава през зимата до Неапол и Сицилия.

### Неаполитански години и раждане на Виктор Емануил III
Необходимо е да се продължи да се предава послание за обединение. В този смисъл политически причини също диктуват избора на новата резиденция: Неапол. Градът, все още разделен между населението, подкрепящо Бурбоните, и тези, подкрепящи новите суверени, знае как савойците са разширили интересите си, като вече не ги ограничават само до Пиемонт. На 28 юни 1869 г. е обявено, че Маргарита е бременна. След вече традиционното лято в Монца (което често се съчетава с престой във вилата на майка ѝ Елизабета Саксонска в Стреза), съпрузите се връщат в Неапол на 11 октомври. Раждането наближава, когато пристига новината, че кралят е тежко болен в Сан Росоре (Пиза). Алесандро Рибери, кралски лекар, не крие песимизма си, дотолкова че Дон Джузепе Ренай също побързва да даде стриктно миропомазване на Виктор Емануил. Всички чакат вестта за смъртта му, но кралят се възстановява.

Подготовката за раждането е в разгара си: това е първото раждане в рамките на Савойската монархия след обединението на Италия. Общинският съвет на града създава комисия от художници, председателствана от Доменико Морели, която изковава люлката на нероденото дете. Мария Майсто, обикновена жителка на Грумо Невано, е избрана за дойка през лятото. В периода преди раждането на детето Маргарита редовно се разхожда по неаполитанската улица Ривиера ди Киая, показвайки се на хората. На 9 ноември следобед тя излиза на разходка за последен път: два дни по-късно, към вечерта, започват родилните ѝ мъки. 
В стаята на Маргарита има символично струпване на хора: присъствието на генералите Роберто дьо Соже и Енрико Чалдини, желани от краля, показва, че нероденото дете принадлежи на род от войници, докато принц Евгений Емануил Савойски-Вилафранка (представляващ все още възстановяващия се крал), председателят на Сената Габрио Казати и неаполитанският кмет Гулиелмо Капители демонстрират политическата актуалност на момента. В 9:45 часа Маргарита ражда момче, на което веднага е дадена светена вода. Роден е Виктор Емануил Фердинанд Мария Януарий. Изборът на имената не е случаен: ако Виктор и Емануил се вписват естествено в савойската традиция, то Фердинанд е знак на почит към дядо си по майчина линия (но не е изключено да иска да задоволи и носталгията по монархията на Бурбоните, както твърдят някои историци, ккоето след това е категорично отречено от Романо Бракалини), докато името Януарий иска да изрази близостта до града, като например титлата на принц на Неапол, която е дадена на детето. И накрая, Мария е християнското име par excellence. Маргарита е убедена вярваща и във времена на сблъсък с папата и с църквата също е необходимо да потвърди своята католическа принадлежност.
В полунощ 101 изстрела от крепостта Сант Елмо обявяват, че се е родило момче. Раждането обаче е много болезнено: всъщност се налага цезарово сечение и принцесата скоро научава, че не може да има повече деца. Значителното напрежение я приковава на легло повече от две седмици. Междувременно поетите и интелектуалците не пестят сили да отпразнуват събитието. Стиховете от Джовани Прати, посветени на Маргарита, са добавени към страница от Луиджи Сетембрини във възхвала на люлката. Не всички творци обаче са ентусиазирани; Феличе Кавалоти пише Il Parto e l'Amnestia („Раждането и амнистията“) от 38 октави, публикуван във в. „Демократико“, в които хули монархията, заради което е арестуван. Заглавието се отнася до амнистията, дадена на 14 ноември за политически престъпления, които „не са извършени или придружени от престъпления или нарушения срещу личността, собствеността, военните закони или престъпления на сдружаване или съучастие с престъпници“. Умберто I отпуска и 100 000 лири за бедните.
Ако голяма част от населението изразява топлината си към събитието, подкрепена от гражданските власти, отношенията с Църквата са напрегнати и все още предстои Пробивът на Порта Пия. За това свидетелства отношението на архиепископа на Неапол Систо Риарио Сфорца, който отказва да благослови новороденото и да присъства на тържественото Te Deum в базиликата „Сан Лоренцо Маджоре“.
В началото на 1870 г. катедралата „Сан Дженаро“ е сцена на официална церемония за благодарност и на 20 февруари Маргарита успява да покаже бебето на краля за първи път, когато тя, напълно възстановена, печели неаполитанския град. След като става майка, принцесата изразява публично радостта си, както на гарата, където е дошла да посрещне свекъра си, тя показва малкия си син на жените от пазара, и частно – в писма до най-близките си приятели. Говорейки за детето, на което са назначени ирландската католическа гувернантка Елизабет Лий и гореспоменатата медицинска сестра Мария Майсто, тя се обръща към Наталия дела Рока на 16 март: „Моят малък мъж започва да ме забавлява: той е толкова сладък и иска да хване светлината с неговите лапички. Разбира се, намирам го за красиво, защото съм му майка.
Ваканционният престой в Монца започна по-рано от обикновено: през април принцовете вече са в местността, където Умберто е убит тридесет години по-късно. Маргарита открива серия от срещи с известни писатели, които в бъдеще я карат да се сприятели с Едмондо де Амичис и с Джозуе Кардучи. Преди тях тя се среща с Алесандро Манцони, който е посрещнат с голямо внимание и разговаря за кратко с нея.
20 септември носи допълнително усложнение в конфронтацията с Църквата и с папата, засилвайки и в аристокрацията разрива между „бели“ (верни на монархията) и „черни“ (застанали на страната на папата). Следователно католическата принцеса трябва да посредничи между политическата принадлежност и религиозната вяра.

### Преместване в Рим
Междувременно, след като изчерпват причините да пребивават в Неапол, бъдещите суверени трябва да се преместят там, където сега е заложен политическият баланс на страната. Следобед на 23 януари 1871 г. те влизат в Рим, след като Виктор Емануил II пристига „почти тайно“ сутринта. Посрещането е по-добро от очакваното и по-топло от това, запазено за краля: проливният дъжд не попречва на голяма тълпа да се събере, за да поздрави престолонаследниците, а Маргарита прави жест, за да спечели симпатиите на населението: заповяда да се открие каретата, за да я виждат, и тълпата я приветства бурно.
Започва поредица от повече или по-малко значими сблъсъци с Ватикана, предназначени да се превърнат в истински лайтмотив. Още в деня на встъпването си в длъжност в Квиринала кардинал Джакомо Антонели подценява в циркулярно писмо степента на народния ентусиазъм, който вместо това многократно подбужда принцовете да се появяват на балкона под всеобщи аплодисменти. В същото време проповедите на свещениците са охотно погрешно разбирани, както когато йезуитът отец Карло Мария Курчи напада „младите мъже, които са загубили разсъдък заради проститутки". Някои, „или зли, или глупави“, „го обвиниха, че е намекнал за господата, които се стремят да принадлежат към двора на принцеса Маргарита“. Курчи, разбира се, протестира срещу безпричинното обвинение.
По-голямата част от аристократичните семейства на града остават (почти всички негови членове) пропапски настроени. Някой обаче приема да участва в гражданския живот: Франческо Роспильози Палавичини е кмет на Рим, а Филипо Андреа V Дория Памфили приема позицията на префект на двореца от краля. Херцог Ланте дела Ровере и Микеланджело Каетани (който обаче се помирява с Ватикана на смъртния си одър) също подкрепят савойската монархия. Когато настъпва първата Капитолийска неделя, възниква нов проблем за решаване: къде да се отиде на литургия. Изповедникът на краля, Валерио Анзино, не можа да я чества в Квиринал поради забраната. Така Маргарита отива със съпруга си в Санта Мария Маджоре, където по-чувствителните свещеници проявяват известна загриженост към тях, като им осигуряват възглавници и коленичка, като веднага понасят упреци от папския двор. По този начин савойците обаче дават начало на традиция, която продължава за определен период: в Санта Мария Маджоре, където монсеньор Анзино чества месата, се стича голямо множество, „привлечено от необичайния спектакъл и любопитно да провери пламенността на савойците в молитвата“. На следващата година с освещаването на Църквата на покрова, собственост на савойците, въпросът е решен.
В двора Маргарита има значително влияние върху избора на съпруга си, но официално се грижи за приемите. Срещите ѝ в четвъртък скоро придобиват голяма слава – тогава се събират видни интелектуалци, съблазнени от разговора на домакинята, заинтересовани да засегнат теми, които обикновено оставаха далеч от кралските дворци, по-склонни към фриволни вечери. И изборът на гости, в който рангът не играе решаваща роля, представлява нов елемент, който помага да се даде известност на вечерите на принцесата, подхранвайки нейния мит сред поетите и следователно сред общото въображение. Имена като Руджеро Бонги, културният министър Марко Мингети (близък приятел на Маргарита и впоследствие министър-председател за втори път, след първото правителство през 60-те години), знаменитият историк Фердинанд Грегоровиус, Емилио Брольо, маркиз Франческо Вителески Нобили и археологът барон Джовани Барако са най-значимите. Жените влизат в горната зала само като съпруги на политици, близки до принцесата: сред тях са Лаура Мингети, Антониета Фарини (съпруга на Доменико), Биче Титони (омъжена за сенатор Томазо) и Каролина Ратаци, снаха на известния Урбано Ратаци.
Баловете, които се провеждат в последната сряда на месеца, представляват по-скоро дипломатически, отколкото социален момент: от една страна те служат за укрепване на връзките с аристокрацията, която поддържа връзка с кралския дом, от друга, за да изведат наяве очарование на принцесата чрез голямо внимание към облеклото и маниерите. Понякога са канени и представители с неблагоприятна политическа окраска, както когато през 1875 г. републиканецът Джовани Никотера танцува заедно с Маргарита кадрил. Освен това по време на карнавала през 1872 г. Маргарита отива на баловете, организирани от Дория, Палавичини, Сфорца Чезарини и Каетани.
Това също са години на пътуване. Още през 1872 г. Маргарита е поканена в Берлин да бъде кръстница на дъщерята на нейния близък приятел Фридрих Пруски, престолонаследник и бъдещ Фридрих III. Като доказателство за благодарността и обичта, които ги свързват, момиченцето е наречено Маргарита. От престоя си в тевтонската земя тя има добро впечатление, което я кара да формулира известната фраза: „В Италия всеки командва, в Германия всеки се подчинява“. Преди да стане кралица, тя прави значимо пътуване, което я отвежда до Санкт Петербург и Виена през 1876 г.

### Кралица на Италия
На 3 януари 1878 г. 57-годишният крал Виктор Емануил II има треска, която го принуждава да легне на легло два дни по-късно. Това е маларийна треска, трансформирана в плевро-пневмония. Вече знаейки за предстоящата си смърт, кралят приема, според традицията, най-близките си до леглото си. Маргарита също остава за няколко мига в стаята на умиращия суверен. Състоянието на пациента се влошава бързо и той умира в 14:35 часа на 9 януари, което води до възкачването на трона на принцесата на Пиемонт. Маргарита става първата кралица на Италия, като се има предвид, че Мария- Аделхайд е починала преди 1861 г. Сред монархистите болката е голяма, но историята на Филипо Крисполти, който е в кръга на Сан Пиетро същата вечер, удостоверява, че дори „папите“ не празнуват и как атмосферата е белязана от искрено уважение към случилото се следобеда.
След шестмесечния траур, по време на който папа Пий IX почива и конклавът избира Лъв XIII на папския трон, кралската двойка, в съответствие с маршрута от десет години по-рано, предприема пътуване през Италия, за да се рекламира като символ на единството на страната. През август новите владетели започват да се придвижват нагоре по полуострова. В Специя те стават свидетели на спускането на кораба Дандоло и няколко дни по-късно се връщат в Торино. След това отиват в Милано, Венеция, Бреша, Мантуа и Верона, преди да си починат с традиционната ваканция в Монца – прелюдия към посещението им на Болоня през ноември. Така започва най-натовареният им месец: град Болоня разтревожва кралските особи, които се страхуват от студено посрещане в люлката на републиканците и работническата класа. Не е така: на 4 ноември появата им на гарата е съпроводена с празничното развяване на четиридесет работнически фирмени знамена, а посрещането надминава и най-смелите очаквания, преминавайки през ликуващата тълпа. „Успехът, който кралицата има тук в Болоня, като жена и като суверен, е неописуем“, отбелязва Алесандро Гуициоли два дни по-късно. Джозуе Кардучи внезапно вижда Маргарита на централната улица „Галиера“: „В това объркване фигурата на кралицата мина пред мен като този бяла и руса, като романтичен образ в средата на реалистично описание, въздействащ, ако желаете, но безкраен и скучен“. Триумфалният ден кулминира вечерта в театъра Брунети сред аплодиращите Умберто работници. На следващия ден Кардучи е приет от кралското семейство и успява да разговаря лично с Маргарита, поставяйки началото на приятелство, което се превръща в прочутата ода „За кралицата на Италия“, написана няколко дни по-късно, в други поетични посвещения и при чести срещи през лятото, когато и двамата избират планините на Вале д'Аоста.
Като цяло младата кралица, надарена с чар, успява да плени тълпите, дори някои от тези, които са против монархията. Но ентусиазираните тълпи представляват само част от народните и политически настроения. Контрастите с Църквата остават очевидни, а републиканците и анархистите също се противопоставят на кралската власт. Най-крайните точки на несъгласие се оформят в течение на пътуването. Ако във Флоренция има по-малко триумфален прием, то във Фоджа се разиграва епизод, който може да се разглежда като репетиция на неаполитанската атака срещу Умберто I. На 16 ноември на гарата някой си Албериго Алтиери се опитва да нападне краля, но е спрян навреме от охраната. Пресата не го споменава, но документ от 23 ноември споменава събитието като част от заговор за убийството на суверена. На 17 в Неапол анархистът Джовани Пасананте се опитва да намушка Умберто I. Кралицата, въпреки че се опитва да изглежда спокойна и усмихната до края на парада, се почувства зле при завръщането си в двореца. Приветствана и утешена от кмета на Неапол Гулиелмо Капители, кралицата му промърморва: „Магията на Савойския дом е развалена!“ Атаката разтърсва кралицата и, за да се релаксира, през септември 1879 г. тя отива в Бордигера, където остава до януари 1880 г.
Реалността на провала на брака между Умберто I и Маргарита е известна само на много тесен кръг от двора. Всъщност Умберто е свързан от 1862 г. с омъжената Еуджения Атендоло Болонини, херцогиня Лита Висконти Арезе, седем години по-възрастна от него, известна като „Красивата Болонина“, която той ще обича цял живот. В началото на брака им Маргарита, не понасяйки ситуацията, би искала да се разделят, но след това решава да се съпротивлява и цял живот подхранва фикцията за щастлив брак. Имайки предвид това, годишнината от сребърната им сватба е отбелязана на 22 април 1893 г. с великолепие. Сутринта на тържествата в Рим са дадени 101 топовни изстрела. За този повод е предвидено издаването на специална марка, известна като „Сребърната сватба на Умберто I“, което не се осъществява.
Фигурата ѝ е възхвалявана от поета Джозуе Кардучи през последните години от живота му въпреки републиканското му минало и презрението му към всички монарси, до степен че си спечелва критиките на няколко републиканци.
Като кралица Маргарита насърчава изкуствата и културата, въвежда камерната музика в Италия, основава Римския струнен квинтет. Веднъж седмично събира около себе си в двореца Квиринал най-видните представители на италианската и европейската култура, минаващи през столицата, като Руджеро Бонги, Теодор Момзен, Фердинанд Грегоровиус и Джузепе Мартучи. Благодарение на предоставената от нея стипендия младият Джакомо Пучини успява да учи в Миланската консерватория от 1880 до 1883 г.
Страстна и опитна алпинистка, тя изкачва (рядък случай по онова време за жена) няколко трудни алпийски върхове и става свидетел на военни маневри на Алпийските войски, които формират темата на един от първите филми, правени някога в Италия: Le manovre degli Alpini al Colle della Ranzola, направен през 1905 г. от Роберто Оменя за „Амброзио“ от Торино. Поради тази причина на нея е посветено алпийската хижа Capanna Margherita, построено на върха на Пунта Нифети – един от най-високите в масива Монте Роза. В откриването ѝ на 18 август 1893 г. участва лично кралицата, минаваща директно, с процесия от алпийски водачи и благородници, ледника отдолу и пренощувайки в новата структура.

### Смърт на Умберто I
На 29 юли 1900 г. Умберто I и Маргерита посещават Монца, поканени от местния клуб по гимнастика „Силни и свободни“, за да наградят различни спортисти като част от спортно събитие. Трябва да останат само няколко дни и след това да отидат в Гресоне-Сен-Жан на ваканция. В 22:30 часа четири изстрела с пистолет Хамилтън и Бут, три от които успешни, убиват втория владетел на Италия. Кралицата го чака в Кралската вила в Монца. Предупредена за атаката, тя се втурва към входа с викове: „Направете нещо, спасете краля!“. Но вече няма какво повече да се направи: 56-годишният крал Умберто I е мъртъв. Цареубиецът е Гаетано Бреши – анархист, емигрирал в САЩ през 1897 г. и завърнал се в Италия, за да отмъсти за мъртвите, причинени от потушаването на бунтовете в Милано (6-9 май 1898 г.) от генерал Фиоренцо Бава Бекарис, на когото Умберто I е отдал висока чест за потушаването на онова, което счита за антимонархически социалистически бунт.
Въпреки че по-късно е създадена народна легенда, според която в деня на нападението Маргарита изпитва трагично предчувствие и се опитва да разубеди съпруга си да не участва във вечерния ангажимент, няколко дена след убийството кралицата споделя с близък на нея човек, че тази вечер не е имала дори сянка на безпокойство, докато по навик умира от тревога за безопасността на съпруга си. Когато Маргарита разбира, че Умберто е мъртъв, тя се хвърля върху трупа, произнасяйки думи, които стават известни и от които тогавашната преса черпи широко: „Те убиха теб, който толкова обичаше своя народ! Ти беше толкова добър, не нарани никого, а те те убиха! Това е най-голямото престъпление на века!“
Свещената концепция за трона, към която кралицата винаги е била привързана, определя последващите ѝ действия. Маргарита пише молитва, която трябва да бъде прочетена в полза на убития суверен: на 1 август тя поисква нейното публикуване в писмо до Джеремия Бономели, епископ на Кремона. Прелатът публикува „Поклонение“, за да „не лиши религиозните хора от много ярък пример за вяра, благочестие и християнска твърдост, по-скоро уникален, отколкото рядък“. Представен под формата на вид молитва (rosario), тя моли за достъп до „славната родина“ на небето за крал, описан с ясни агиографски термини. Католическата църква не одобрява молитвата, забранявайки допускането ѝ сред практиките на поклонение. Към осъждането на вестник „Осерваторе Романо“ е добавено това на Антонио Фогацаро, който, макар да уважава писането на благочестива жена, очертава нейния строго личен характер.
На 11 август тронът преминава към сина на Умберто I, който става крал с името Виктор Емануил III.

### Кралица-майка
След смъртта на съпруга си Маргарита трябва да се адаптира към ролята си на кралица-майка. В това си качество тя се посвещава на благотворителност и на развитието на изкуствата и културата, насърчава художници и писатели и основава културни институции. Целият ѝ предишен живот е посветен на ролята на съпруга на краля, а сега тя трябва да работи за сина си и снаха си Елена Черногорска.
През август 1900 г., в знак на траур, тя се отказва от обичайния си летен престой в Гресоне Сен Жан за първи път от 11 години, предпочитайки да отиде в Мизурина (Ауронцо ди Кадоре). През 25-те дни, прекарани в Кадоре, тя се опитва да се възстанови с чести екскурзии и изкачвания в планините, в траур и с малкия си антураж, целият в траур. Тя прекарва есента в ловния павилион Ступиниджи близо до Торино, което заменя годишния период в Монца.
В навечерието на Коледа, посрещната от голяма тълпа, тя пристига на гара Рома Термини, за да влезе във владение на новия си дом в Палацо Пиомбино, който синът ѝ току-що е купил за нея на ул. „Венет“ и който скоро става известен като Палацо „Маргерита“.
Кралицата приема редовно и в планинската си резиденция във Вале д'Аоста и продължава да бъде притегателен център за артисти, писатели, благородници и хора от света.
През 1911 г. тя приветства италианските военни действия в Либия, като по този начин се доближава до Джовани Джолити (един от най-влиятелните италиански политици), с когото отношенията винаги са били трудни. „Война“, пише тя на 29 април 1912 г. на вечния си довереник, епископ Джеремия Бономели, „дума, която сама съдържа толкова много болка и толкова много кланета, в този наш случай колко изпитания на души, колко вяра на сърцата, колко благородство, колко възвишение на чувствата и действията ни донесе! Това наистина е прекрасно нещо и за което човек не може да благодари достатъчно на Бога.“ Ентусиазирана от италианската победа, в която тя вижда изкуплението на африканския провал на Адуа, кралицата също се надява, но напразно, че конфликтът ще нанесе тежък удар на исляма.
През Първата световна войната Кралицата-майка превръща римската си резиденция в болница (Болница № 2, като Болница №1 е Квириналът, където снаха ѝ, кралица Елена Черногорска, работи като медицинска сестра на Червения кръст).
През 1914 г. кралицата купува Вила Етелинда в Бордигера и построява вилата си с помощта на архитекта Луиджи Броджи в огромния парк. Вила „Маргерита“ е тържествено открита на 25 февруари 1916 г.
В политическото поле тя подкрепя фашизма, който вижда по онова време като единственото движение, което се изправя срещу вълненията на социалистите и болшевиките по време на Червения двугодишен период (1919 – 1920), които застрашават самата монархическа институция. През октомври 1922 г. квадрумвирите Итало Балбо, Микеле Бранки, Емилио Де Боно и Чезаре Мария Де Веки отиват в Бордигера, за да ѝ отдадат почит преди похода към Рим.
Кралица Мргарита умира във вилата си в Бордигера на 4 януари 1926 г. на 74-годишна възраст. На 10 януари 1926 г. тялото ѝ е отнесено в Рим, където е погребано на следващия ден в кралските гробници на Пантеона, където се намира и до днес. Погребалният конвой спира за кратко на всяка гара, за да позволи на онези, които са я обичали, да се сбогуват с нея. В Пиза минава през нощта, а групата на железничарите на града отива да свири в знак на уважение. По този повод цялата народна обич се проявява към преминаването на железопътния влак, когато раздвижена тълпа пречи и забавя движението му, за да може да се приближи и да хвърли цветя.
Нейна е молитвата, написана за камбаната на Роверето, която напомня с биенето си за загиналите в Първата световна война, и тази за починалия ѝ съпруг Умберто.

## Гаражът на кралица Маргарита
Маргарита Савойска е сред първите потребители на автомобили и твърда поддръжничка на новите средства за придвижване. Тя поддържа сърдечни и чести контакти с много пионери на автомобилизма, като Емануеле Брикеразио и Карло Бискарети, а сред своите пилоти има и талантливи пилоти, като шампиона Алесандро Каньо. Преди всичко тя е голяма рекламаторка на италианската автомобилна индустрия през първото десетилетие на 20 век, извършвайки дръзки приключенски гонки по неравните пътища на времето, следвана от пресата от цяла Европа, започвайки с дългото пътуване от 1905 г. от около 5000 километра през Франция, Холандия и Германия със своя "Sparviero" (Малък ястреб) на шаси ФИАТ 24/32 HP.
Добре зареденият гараж на кралицата скоро става известен, разделен на „градски отдел“ и „селски отдел“, в който се съхраняват колите за придворни служби, всяка идентифицирана с името на птица според вида на службата, към която е възложена. Според регистрите на Великата кралска конница генерал Алберто Соларо дел Борго, за кратки пътувания на кралицата се използва Falco (Сокол) и ландоле „Паломбела“, предназначен за официални поводи. Автомобилите „Aquila“ (Орел), „Rondine“ (Лястовица), „Sparviero“ (Малък ястреб) и „Rondinella“ (Лястовичка) се използват за дългите летни и зимни пътувания, докато малката кола „Alcione“ (Земеродно рибарче) е на разположение за кратки разходки. Не липсват и тежките превозни средства, като "Condor" (Кондор) – голямо конвертируемо торпедо за транспортиране на багаж, и "Cigno" (Лебед) – омнибус със спалня и баня, който вероятно представлява първият пример за каравана. Автомобилите "Airone" (Чапла), "Allodola" (Чучулига) и "Falchetto" (Соколче) са на разположение за посещения от кралските принцове, докато "Passero" (Врабче) и "Francolino" (Лещарка) са в услуга на кралския двор. „Stornello“ (Скорец), използван от придворната дама Паола Пес ди Виламарина, закрива прегледа.
Разбира се, производителите на автомобили и производителите на каросерии се състезават да снабдяват кралския гараж, извършвайки прецизни работи на особено удобни цени, с надеждата да получат указ за „Официален доставчик на Кралския дом“. Оборудвани от водещите производители на каросерии на времето, като Alessio, Lanza или Castagna, Züst, Florentia, Rapid, FIAT и автомобили Itala заемат гаража на Маргарита, като последният представлява любимата марка на кралицата.

## Титли
- 20 ноември 1851 – 21 април 1868 г. Нейно кралско височество принцеса Маргарита Савойска
- 21 април 1868 – 9 януари 1878 г. Нейно кралско височество Принцесата на Пиемонт
- 9 януари 1878 – 29 юли 1900 г. Нейно Величество кралицата на Италия
- 29 юли 1900 – 4 януари 1926 г. Нейно Величество кралицата майка на Италия

## Потомство
Умберто I Савойски и Маргарита имат един син:
- Виктор Емануил Савойски (* 11 ноември 1869, Неапол, † 28 декември 1947, Александрия), принц на Неапол, бъдещ крал на Италия като Виктор Емануил III; ∞ 24 октомври 1896 в двореца Квиринал в Рим за Елена Черногорска, от която има двама сина и три дъщери (сред които и Йоанна Българска).

## Кралица Маргарита в културата
Следните неща са посветени на кралица Маргарита:
- В Неапол, през 1889 г., кралицата опитва пилешко бутче, като го поднася към устата си, след като го грабва директно с ръце, и се ражда поговорката: „И кралица Маргарита яде пиле с пръсти“ (на итал. «Anche la regina Margherita mangia il pollo con le dita»).

- Пица „Маргарита“, създадена през 1889 г. от неаполитанския пицар Рафаеле Езпозито. Кръстена е на кралица Маргарита и на обединението на Италия, тъй като продуктите са домати (червени), моцарела (бяла) и босилек (зелен), съставки, вдъхновени от цветовете на националния флаг на Италия.
- Ботаническият парк Вила „Маргерита“ в Катандзаро, открит на 21 януари 1881 г. от крал Умберто I и кралица Маргарита, които посещават калабрийския град
- Капана Маргерита в масива Монте Роза – все още най-високата алпийска хижа в Европа
- Пунта Маргерита в Гранд Жорас – връх, изкачен за първи път през 1898 г. и наречен в нейна чест от племенника й Лудвиг-Амадей Савойски-Аоста
- Езерото Маргарита в Етиопия, открито и наречено в нейна чест от изследователя Виторио Ботего
- Градини „Маргерита“ – общественият парк в Болоня
- Панфорте „Маргерита“ – името, което сиенците дават на по-малко пикантния вариант на техния най-характерен десерт през 1879 г., по случай посещението на кралското семейство в Сиена
- "Margeritine" – типични сладкиши от Стреза, създадени през 1857 г. за небцето на тогавашната принцеса Маргарита
- Община Маргерита ди Савоя (Регион Пулия), преди това наречена Салине ди Барлета
- Първата механично задвижвана лодка по Канал Гранде във Венеция, „Кралица Маргарита“, 21 октомври 1881 г.;
- Първото държавно училище на Обединена Италия (наречено „Реджина Маргарита“). Намира се в сърцето на квартал Трастевере в Рим и е открито от самата кралица през юли 1888 г.
- Женската нормална школа за обучение на учителки, открита в Рим през 1888/89 г., е регистрирана на следващата година под името „Маргерита ди Савоя“. Бронзов барелеф, поставен вътре в Института, дело на Дзоки, припомня за кралица Маргарита
- Бордигера издига паметник от бял карарски мрамор, който я възпроизвежда седнала на трона, дело на скулптора Итало Гризели
- Колепардо (Регион Лацио) посвещава пещерите на града на нея, дотогава наричани "Grotte dei Bambocci", след посещението ѝ през 1904 г.
- Училището на Киавари в квартал „Ри Басо“, наречено Основно училище „Кралица Маргарита“, основано през 1927 г.
- Ricovero di Mendicità в Сасари, основан през 1869 г. и след това посветен на кралицата, чието име все още носи (Дом за пенсионери „Реджина Маргарита“)
- Детската болница „Кралица Маргарита“ в Торино
- Болницата „Кралица Маргарита“ в Рим
- Болница „Кралица Маргарита“ в Кастелфранко Емилия

- Булевард „Кралица Маргарита“ (Corso Regina Margherita) в Торино, Алея „Маргарита Савойска“ (Viale Margherita di Savoia) в Палермо, Алея „Кралица Маргарита“ (Viale Regina Margherita) в Рим, Катания, Сиракуза, Месина, Каляри, Ачиреале и Кремона (до 1944 г., днес Алея „По“), площад „Кралица Маргарита“ (Piazza Regina Margherita) в Акуила и Казерта (до 1947 г., днес пл. „Данте“).
- Женският седмичник „Маргарита“, който описва и възпроизвежда всички нейни тоалетни маси
- Модел на шевна машина, известна като „Кралица Маргарита“ (Regina Margherita)
- Джозуе Кардучи ѝ посвещава една от своите „Варварски оди“: „На кралицата на Италия“ (Alla Regina d'Italia), както и одата „Лютнята и лирата“ (Il lute e la lira)
- Много други писатели и учени са били вдъхновени от нейната фигура: Джовани Пасколи ѝ отдава почит в химна Pace!, Габриеле Д'Анунцио в романа Il fuoco („Огънят“). Списъкът включва още Антонио Фогацаро, Рикардо Дзанела, Салватор Гота, Джовани Прати, Джузепе Джакоза, Уго Оджети, Анджоло Силвио Новаро, който ѝ посвещава ода, и много други. Говори се и за форми на Маргеритизъм заради популярността ѝ.
- През 1904 г. белгийският разсадник Soppelt & Notting й посвещава много рядка роза
- Пилотът на Скудерия Ферари Себастиан Фетел през 2016 г. дава името „Маргерита“ на своето Ферари SF16-H в нейна чест[55]
- За нея са направени са следните филми и телевизионни сериали и филми:
  - Processo al generale Baratieri per la sconfitta di Adua (1974), реж. Пиеро Скивадзапа, в ролята: Еда Албертини
  - Passannante (2011), исторически документален филм, реж. Серджо Колабона, в ролята: Вероника Джентили
  - Terra ribelle (2012), тв сериал, реж. Амброджо Ло Джудиче
  - Meraviglie - La penisola dei tesori (2020), документална тв програма, в ролята: Аурора Руфино
  - Meraviglie - La penisola dei tesori (2022), документална тв програма, в ролята: Анна Сафрончик